# Lok (arhitektura)
Lok je v arhitekturi oziroma gradbeništvu usločen nosilni gradbeni element z dvema opornima mestoma - stebroma (slopoma), ki premošča razdaljo med njima in hkrati podpira težo. Struktura je uporabna, ker pretvori raztezno napetost pri premoščanju razdalje v tlačno. Razširjeni gradbeni materiali, kot so kamen, beton in železova litina dobro prenašajo kompresijo, pri strižnih ali razteznih silah pa so zelo šibki.
Prve loke so gradili Mezopotamci pred več kot štirimi tisočletji, a so jih uporabljali le občasno, večinoma za podzemne strukture. Tehniko so dodelali stari Rimljani, ki so vgrajevali loke v zelo raznolike strukture.

## Osnovni pojmi
Lok je ukrivljen linijski element.

### Terminologija
Pravi lok je nosilni lok z elementi, ki jih drži skupaj stiskanje. V večjem delu sveta je bila uvedba pravega loka posledica evropskega vpliva. Izraz nepravi lok ima malo pomenov. Običajno se uporablja za označevanje loka, ki nima strukturnega namena, kot je lok proscenija v gledališčih, ki se uporablja za uokvirjanje predstave za gledalce, in se uporablja tudi za zožene in trikotne loke, ki ne temeljijo na stiskanju.
Tipičen pravi zidani lok je sestavljen iz naslednjih elementov:
1. Sklepnik (angleško Keystone) ali zaključni kamen, je zgornji kamen v loku. Del loka okoli sklepnega kamna (vključno s samim sklepnim kamnom), ki nima natančno določene meje, se imenuje krona
  1. začetni kamen (angleško springer)
2. klinasti gradbeni blok (francosko Voussoir). Lok je sestavljen iz več koncentričnih plasti klinastih kamnov povezanih s klinastim maltnim stikom.
3. zunanja površina loka
4. prečnik (angleško Impost) je blok na dnu loka postavljen na opornih ležiščih. Vrhovi prečnikov določajo višino vzmeti. Del loka med vzmetno ravnjo in krono (osredotočeno okoli kota 45°) se imenuje stegno. Če je lok na vrhu stebra, je prečnik oblikovan kot abakus ali njegova debelejša različica, kubični kamniti blok.
5. spodnja - notranja stran loka, znana tudi kot sofit
6. Puščica (višina loka, razdalja od prečnika do krone)
7. Čisti razpon
8. Trikotno oblikovan del stene med zunajo steno loka in vodoravno pregrado zgoraj se imenuje spandrel.

Arhivolt je izpostavljen (spredaj obrnjen) del loka, včasih okrašen. Če stranice blokov niso ravne, ampak vključujejo kote in krivulje za prepletanje, se lok imenuje jogled.

### Statični sistem
Razlog za pogosto pojavljanje lokov pri gradnji je dejstvo, da se lahko vse obremenitve prenesejo v temeljna tla, stene ali stebre na ta način, da se v loku pojavljajo le tlačne napetosti. Ker se v podporah pojavljajo velike horizontalne sile, so zato potrebna dobro nosilna tla ali ustrezne druge rešitve. 
Glede na obliko loka in zunanje vplive ločimo: enostavne in sestavljene statične sisteme. Pri sestavljenih statičnih sistemih pri prenosu sil poleg loka sodeluje tudi drugi sestavni deli objekta, to pa so gibki loki, loki z zategami, loki z vešalkami, rešetkasti loki in loki z vezmi.
Vpeti lok je najenostavnejši statični sistem. Uporablja se za klasične zidane konstrukcije tako v zgradbah kot pri mostovih. Vpete loke gradimo v primeru masivnih ločnih objektov z daljšim razponom. Vpeti loki imajo praviloma konstanten prečni prerez.
Fiksno vpeti lok se najbolj pogosto uporablja pri armiranobetonskih mostovih in predorski gradnji, kjer so razponi majhni. Ker se pojavlja dodatna notranja napetost, ki jo povzroča toplotno raztezanje in krčenje velja, da je statično nedoločen. 
Dvočlenski lok se najpogosteje uporablja za premostitev dolgih razpetin. Členke ima običajno v peti loka. Za razliko od fiksnega, se lok lahko premika, kar omogoča, da se konstrukcija prosto giblje in kompenzira raztezanje in krčenje zaradi sprememb v zunanji temperaturi, posedanje in sukanje pete. Pogosto imajo spremenljiv prečni prerez, zato jim pravimo tudi srpasti lok. Dvočlenski lok je osnovni sistem ločnih jeklenih mostov.
Tročlenski lok je statično določena konstrukcijo, členki so ob podporah in v temenu. Členek na sredini razpona omogoča lok premakniti v dveh nasprotnih smereh zaradi morebitnega raztezanja in krčenja. Najpogosteje se uporablja za srednje razpone, kot so velike strehe zgradb. Pogosto so bili v rabi v začetku dvajsetega stoletja tam, kjer so bile slabe razmere za temeljenje. Členek v temenu se je izkazal kot neugodna rešitev in take konstrukcije so opustili.

## Vrste lokov
Glede na vrsto nosilne konstrukcije poznamo naslednje vrste lokov:
- zaobljene polne plošče kot monolit ali sestavljene iz manjših kosov (vsi stari mostovi iz naravnega kamna ali opeke),
- zaobljene polne palice,
- rebrasti oboki,
- stenasti loki,
- škatlasti loki,
- sovprežni loki in
- rešetkasti loki.

Loki imajo veliko oblik, vsi pa so razvrščeni v tri osnovne kategorije: krožni, zašiljeni in parabolični. Loke je mogoče uporabiti tudi za izdelavo obokov in arkad. Kupola je različica arkade v treh dimenzijah.
- Lok krožne oblike, znan tudi kot zaobljen lok, so pogosto uporabljali graditelji starodavnih, težkih zidanih obokov. [10] Starodavni rimski gradbeniki so tak lok uporabljali za premostitev velike, odprte površine. Več krožnih lokov v liniji, drug do drugega, tvorijo arkade, kot na primer rimski akvadukt. [11]

- Zašiljen lok so graditelji najpogosteje uporabljali v gotskem slogu. Prednost zašiljenega namesto krožnega loka je, da je proizvaja manj pritiska na temelje. Ta inovacija je omogočila premoščanje višjih in bolj zaprtih odprtin, ki so značilne za gotsko arhitekturo. [12][13]

Obok je v bistvu sestavljen iz lokov. Če se oboki križajo, kompleksne oblike tvorijo križanje. Taka oblika, skupaj z močno izraženimi rebri na stičišču lokov, je bila prevladujoča arhitekturna značilnost gotskih stolnic.
- Parabolični lok uporablja načelo, da če težo enakomerno nanesemo na lok, bo notranja kompresija, ki izhaja iz te mase, rezultirala parabolični profil. Od vseh tipov lokov, parabolični lok proizvaja največji pritisk na temelje, vendar pa lahko dosežejo največje razpetine. Običajno se uporabljajo pri mostovih, pri katerih so potrebni dolgi razponi.

## Oblike lokov
Umetnostna zgodovina uporablja za lok vrsto tipoloških oznak: polkrožni, segmentni (ploski lok), eliptični, košarasti, ramenski (konzolni), šilasti (potlačeni, navadni, enakostranični, zoženi), suličasti, oslovski hrbet, hrbtičasti lok, tudorski lok, trilistni ali deteljičasti lok, podkvasti lok, pahljačasti, plamenasti in drugi. Vrste lokov so prikazane kronološko, v grobem v vrstnem redu, po katerem so bili razviti:
- Trikotni lok
- Polkrožni lok
- Segmentni lok
- Nepravilni polkrožni lok
- Ostri ali zlomljen lok
- Neenak šiljast lok
- Ploski lok
- Trilistni ali deteljičasti lok
- Podkvasti lok
- Ovalni lok
- Eliptični lok
- Vdolbeni lok
- Ogee lok (tudi oslovski hrbet)
- Obrnjen ogee lok
- Tudorski (sedlasti) lok
- Parabolični lok

Katerega uporabiti, je odvisno od slogovnega obdobja in kulturno-umetniškega okolja kateremu stavba pripada.

## Zgodovina
Pravi loki, v nasprotju s konzolnimi loki, so bili znani v številnih civilizacijah v starodavnem Bližnjem vzhodu, Levantu in Mehiki, vendar je bila njihova uporaba redka in večinoma omejena na podzemne objekte, kot so kanalizacija, kjer se je problem bočnega pritiska v veliki meri zmanjšal. Redka izjema so obokana mestna vrata v Aškelonu (sodobni Izrael) iz bronaste dobe, datirana v okoli 1850 pr. n. št. Zgodnji primer loka iz klinastih ali pravokotnih kamnov se je pojavil v brvi na grškem Rodosu. Gradnja loka, ki se je začela simetrično iz obeh strani proti temenu, se je zaključila s sklepnikom s katerim se je lok zaklinil, s tem pa dosegel trdnost in stabilnost.
V letu 2010 je robot odkril dolg, z lokom pokrit prehod pod piramido Quetzalcoatl, ki stoji v starodavnem mestu Teotihuacan, severno od Ciudad de Mexico, iz okoli leta 200.
Stari Grki so uvedli lok v italijansko okolje na jugu polotoka in na Siciliji, vendar ga v arhitekturi skoraj niso poznali. 
Stari Rimljani so prevzeli lok od Etruščanov. Bil je rafiniran in so bili prvi graditelji, ki so izkoristili svoje znanje za gradnjo nadzemnih stavb. 
Rimljani so bili prvi gradbeniki v Evropi, morda prvi na svetu, ki so v znali ceniti in izkoristiti prednosti loka, oboka in kupole.
V celotnem rimskem imperiju so njihovi inženirji postavili ločne strukture, kot so mostovi, akvadukti in vrata. Gradili so tudi slavoloke kot vojaške spomenike. Obok se je začel uporabljati za strešne konstrukcije velikih notranjih prostorov, kot so dvorane in templji, funkcija teh pa je bila s kupolami uveljavljena tudi od 1. st. pr. n. št. dalje. 
Segmentni lok je bil prvič zgrajen, ko so Rimljani spoznali, da lok na mostu ni treba da je polkrožen, kot so na mostu Alconétar ali Ponte San Lorenzo. Rutinsko so ga uporabljali pri gradnji hiš v Ostii Antici.
V arhitekturi ima lok pomembno lastnost, ki, uporabljen v nizu, daje stavbi ritem. To se lepo vidi na rimskih akvaduktih (primer Pont du Gard, blizu Nimesa 1. st. pr. n. št.). Loki so iz kamnitih, natančno prilegajočih klesanih kamnov. Občudujoča je arhitektura arkad, ki obdajajo peristil Dioklecijanove palače iz leta 300 v Splitu. Loki nad stebri so polkrožni, zgrajeni iz natančno klesanih kamnov, položenih na suhi stik.
Prvi primer zgodnje gotskega oboka v Evropi, je bil postavljen na Siciliji v grški utrdbi Gela. Polkrožnemu loku je v Evropi sledil šiljast gotski obok ali ostro koničast dvodimenzionalni ali tridimenzionalni zaključek, ki je bolje prenašal sile tlaka in bil zato močnejši. Polkrožni lok se lahko splošči in dobi eliptično obliko kot v Ponte Santa Trinita. Oba, parabolični in verižni lok, sta znana, da sta teoretično najmočnejši obliki. Parabolični lok je pri gradnji uvedel španski arhitekt Antoni Gaudi, ki je občudoval strukturni sistem gotskega sloga, za opornike pa uporabljal izraz arhitekturne bergle. Verižni in parabolični oboki nosijo vso horizontalno silo do temeljev, zato ne potrebujejo dodatnih elementov. Prvi primeri šiljastega oboka v evropski arhitekturi so se pojavili na Siciliji in segajo v arabsko-normansko obdobje. 
Podkvasti lok temelji na polkrožnem loku, a so njegovi spodnji konci v krogu podaljšani, dokler se ne začnejo ponovno približevati. Prvi znan zgrajen podkvasti lok je iz Aksuma (današnja Etiopije in Eritreja) iz okoli 3. - 4. stoletja, približno ob istem času kot prvi sodobni primeri v rimski Siriji.
V renesansi je ločna konstrukcija posnemala antično obliko, vendar, ker so poznali naprednejše tehnike, so ločne konstrukcije naprednejše, bolj elegantne in lahkotne.
V baroku sta opazni dve značilnosti: odstopanje od polkrožne oblike v smer eliptičnih ter pogosto prostorsko zasnovo osnovano na razgibanem ostenju. Dramatične učinke kaže lok v podružnični cerkvi Sv. Trojice v Gradcu pri Pivki.

## Drugi primeri
Slepi lok je lok zapolnjen s trdno konstrukcijo, tako da ne more delovati kot okno, vrata ali prehod. 
Naravne skalne formacije se lahko imenuje tudi loki. Ti naravni loki so nastali zaradi erozije vode in vetra različno trdnih kamnin.
Posebna oblika loka je slavolok, običajno zgrajen v čast zmage v vojni. Znan primer je Arc de Triomphe v Parizu v Franciji.

## Galerija
- Most iz suhozida imenovan Porta Rosa (4. st. pr. n. št.), Elea
- Konstantinov slavolok, Rim, Italija, ponazarja zmago Konstantina I. v letu 312
- Gateway Arch v Saint Louisu, Missouri; skulptura bazira na verižnici
- Kamniti loki na ruševinah gradu Lippspringe, Nemčija
- Loki v Casa Simón Bolívar v Havani, Kuba
- Loki v armenskem samostanu Geghard
- Loki v ladji cerkve  v samostanu Alcobaça, Portugalska
- Slavolok zmage, Pariz; 19. st. - slavolok sloni na klasičnem rimskem slavoloku
- Drugi Wembley Stadium, London, zgrajen 2007
- Lok v obliki verižnice - notranjost Casa Milà v Barceloni, Španija, avtor Antoni Gaudí
- Železniška postaja Luzern, Švica
- Kitajska grobnica Vzhodne dinastije Han (okoli 25–220 )
- Prvi San Mamés Stadium (1913), Bilbao, lok zgrajen 1953, porušen 2013